# Zonotriche
Zonotriche is een geslacht uit de grassenfamilie (Poaceae). De soorten van dit geslacht komen voor in Afrika.

## Soorten
Van het geslacht zijn drie soorten bekend: 
- Zonotriche brunnea
- Zonotriche decora
- Zonotriche inamoena